# سرگیر

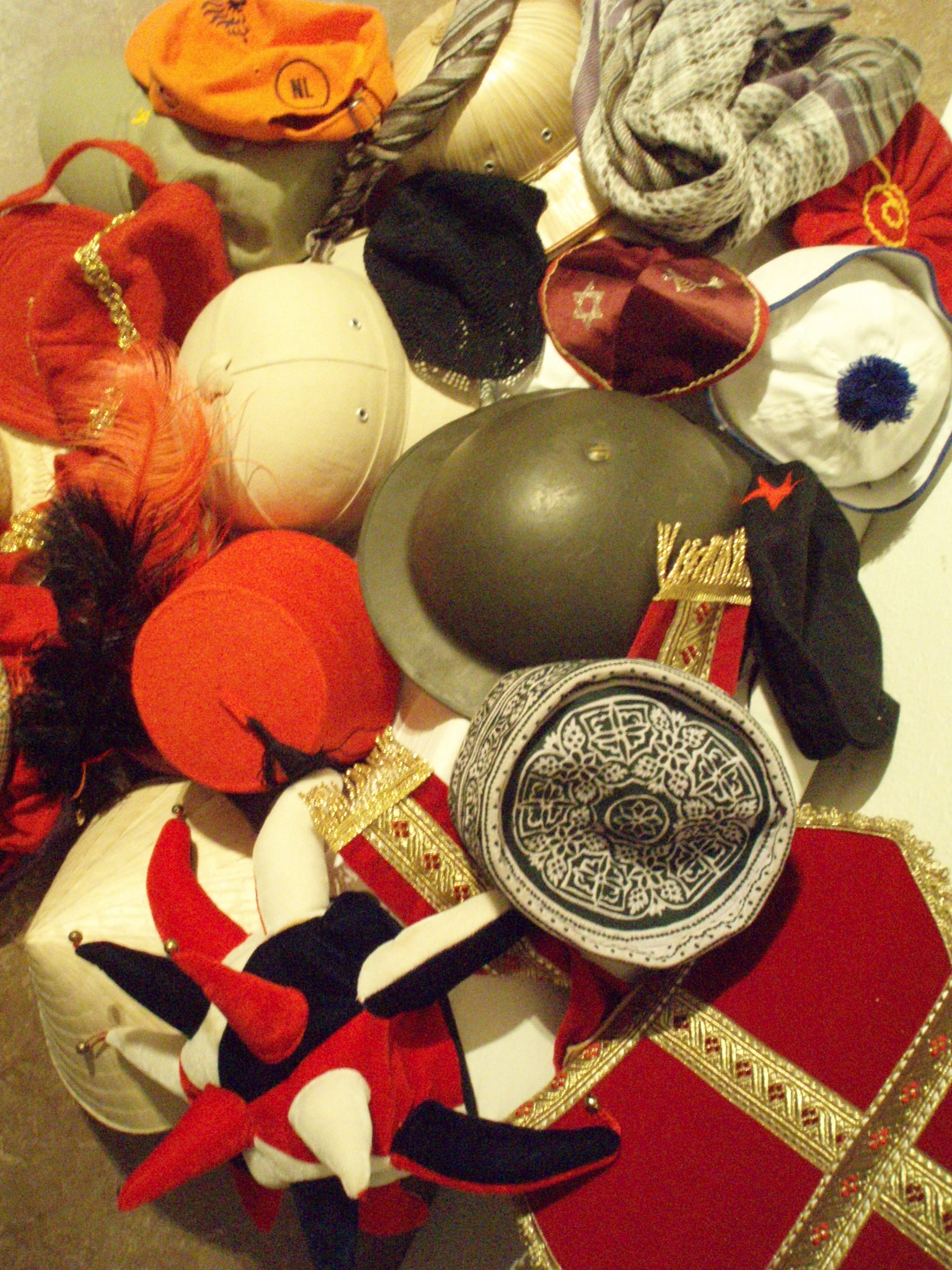
مجموعه ای از سرگیر

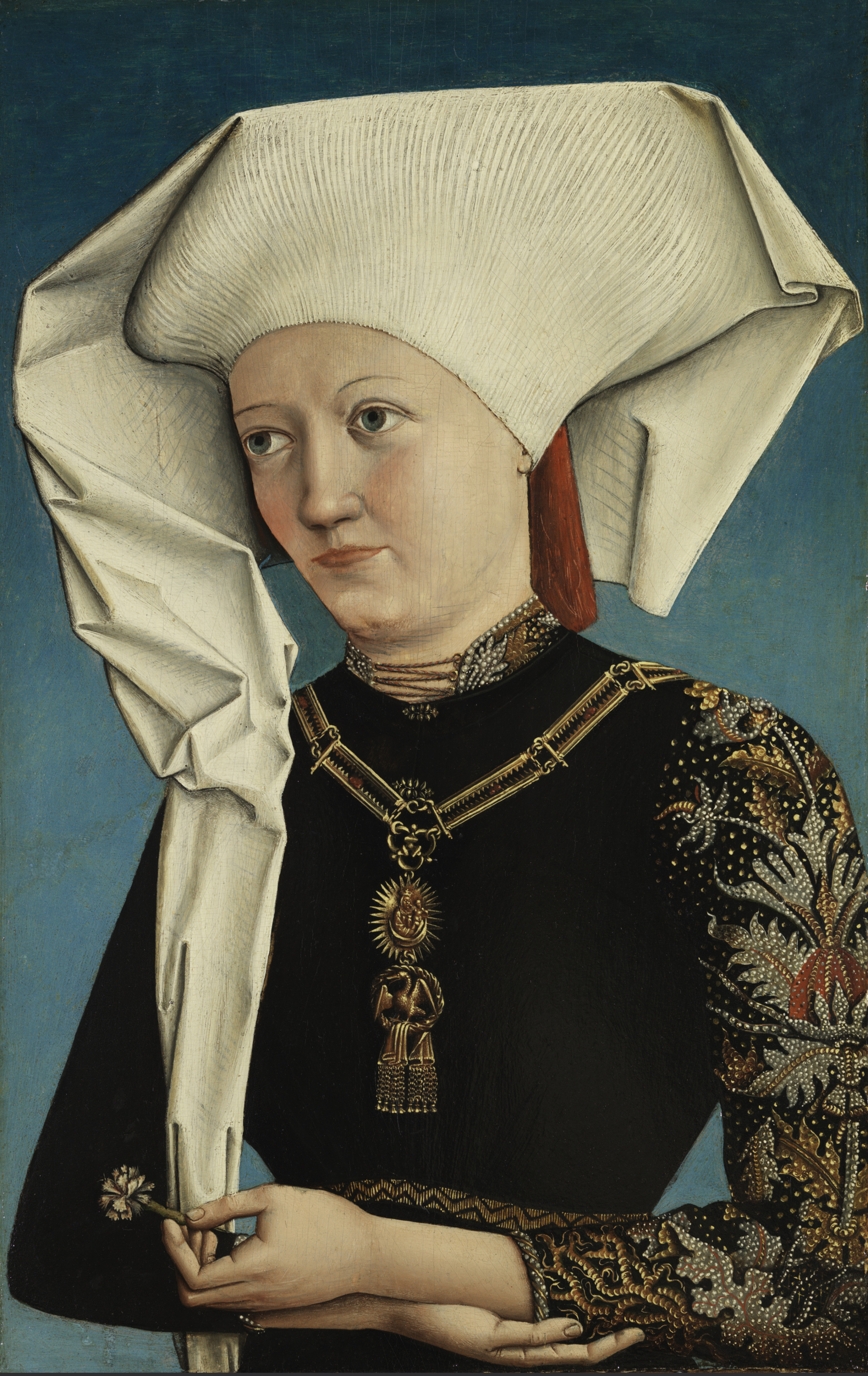
پرتره بانویی که نشان قو را بر تن دارد

سرگیر (به انگلیسی: Headgear)، سرپوشش یا پوششِ سر (به انگلیسی: headwear)، به هر عنصر لباسی گفته می‌شود که بر سر می‌پوشند، از جمله کلاه، کلاه ایمنی، عمامه و بسیاری از انواع دیگر. سرگیر برای بسیاری از اهداف، از جمله محافظت در برابر عناصر، تزئینات، یا به دلایل مذهبی یا فرهنگی، از جمله قراردادهای اجتماعی استفاده می‌شود.

## اهداف
- حفاظت یا دفاع
- مُد
- اهمیت مذهبی
- نماد مقام یا جایگاه
- کاربردهای دیگر
  - مرتب یا مرتب نگه داشتن موها (از جمله اسکرانچی، کلاه توپی و غیره)
  - اهداف پزشکی، مانند هدگیر ارتودنسی
  - حیا یا قرارداد اجتماعی
  - لباس ورزشی
  - مراسم سنتی

## انواع
- کلاه پردار

- کلاهک
- تاج‌ها
- سربند
- پوشش مو
- کلاه
- کلاه‌خود
- هود
- نقاب‌ها
- سرگیر ارتودنسی
- عمامه
- مقنعه و سرپوش
- کلاه‌گیس
- انواع خاص فرهنگی
- ذاری (Dhari)
- کلاه جنگی
- آداب معاشرت

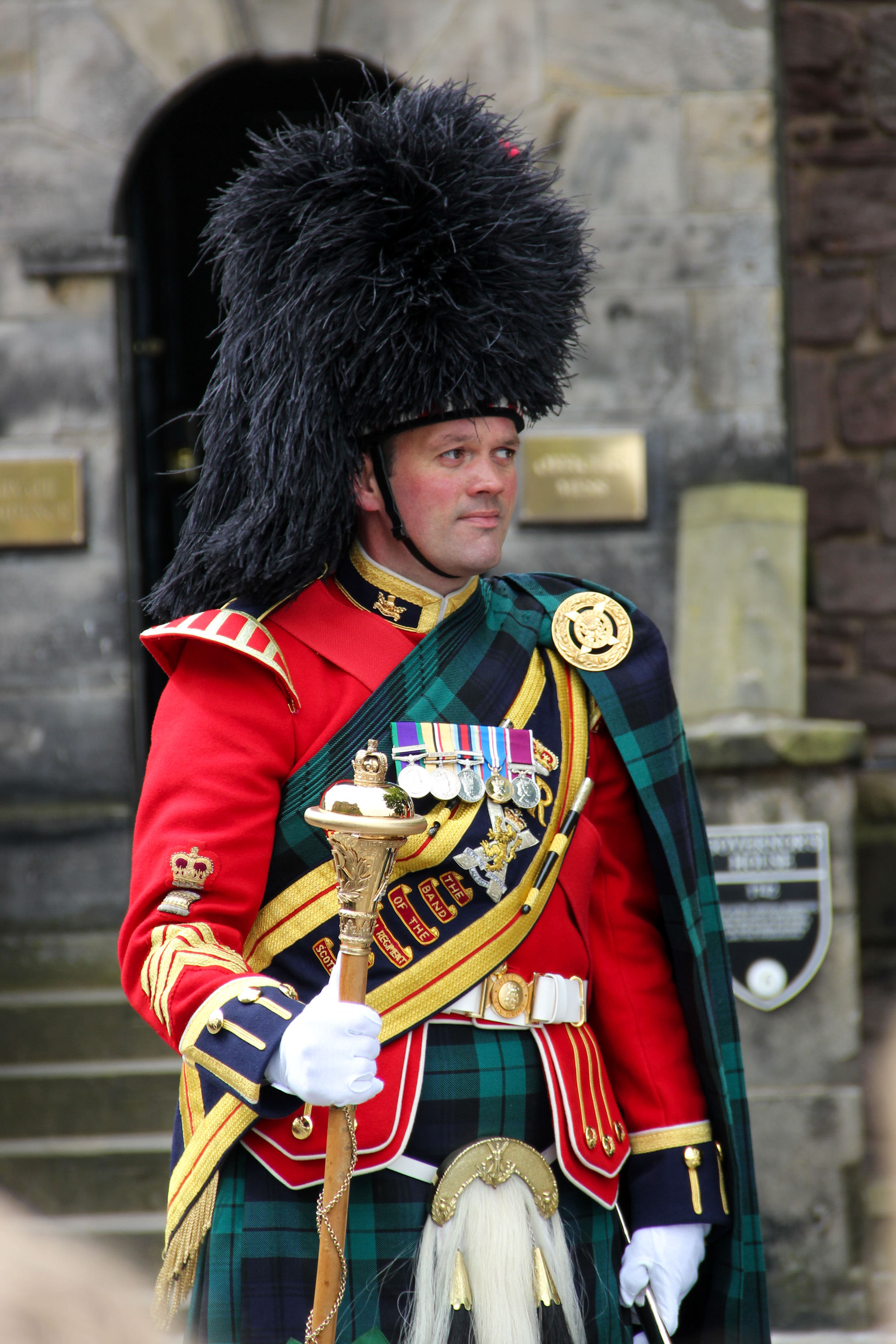
ماژور طبل با کلاه پردار

در آداب اسلامی، پوشیدن سرگیر که به‌طور سنتی عرقچین (کلاه) است، هنگام اقامه نماز در مسجد جایز است.

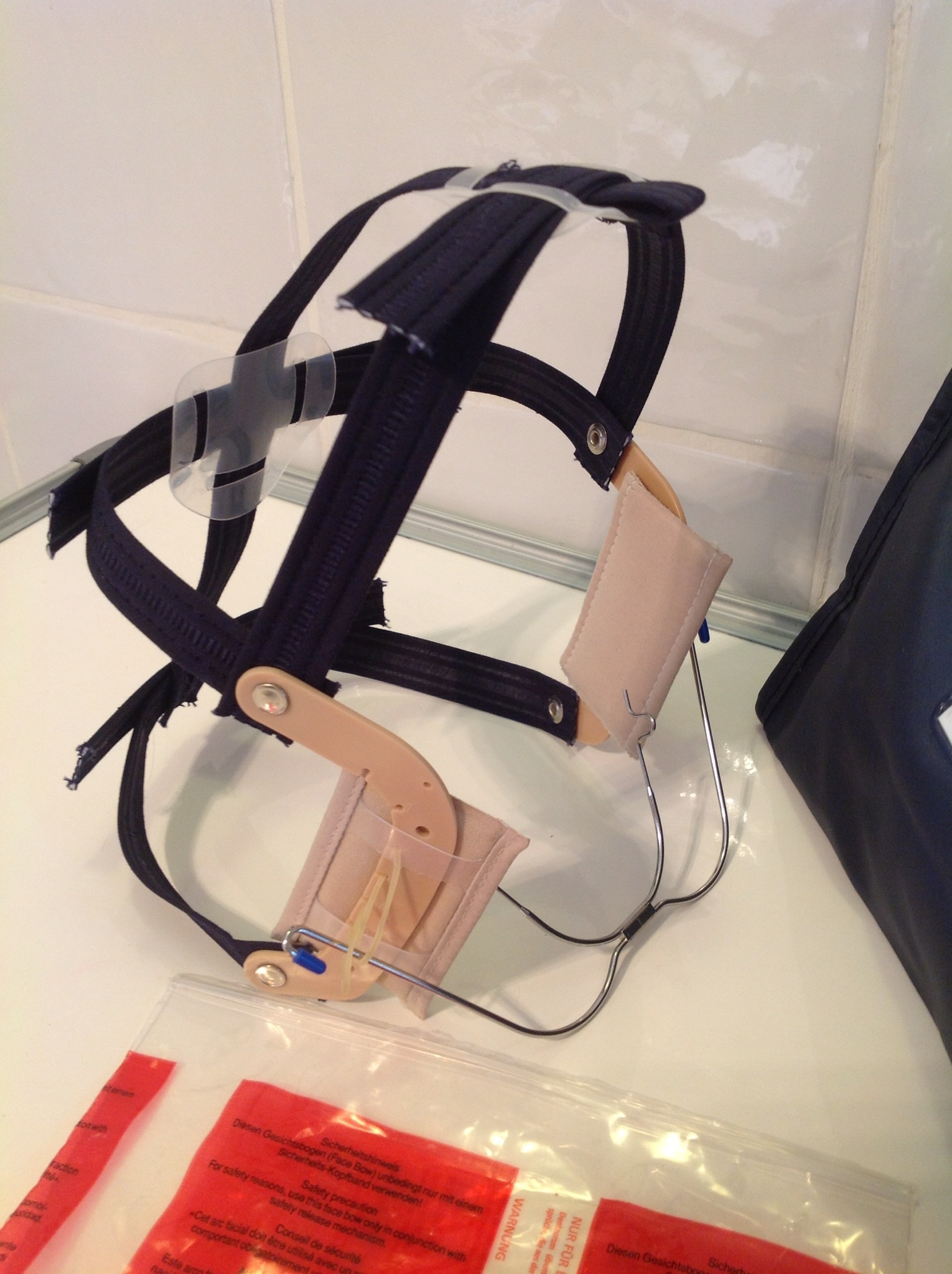
سرگیر کامل ارتودنسی